# (1960) Guisan
(1960) Guisan es un asteroide que forma parte del cinturón de asteroides y fue descubierto el 25 de octubre de 1973 por Paul Wild desde el observatorio de Berna-Zimmerwald, Suiza.

## Designación y nombre
Guisan fue designado inicialmente como 1973 UA.
Más tarde se nombró en honor del militar suizo Henri Guisan (1874-1960).

## Características orbitales
Guisan está situado a una distancia media del Sol de 2,527 ua, pudiendo acercarse hasta 2,218 ua y alejarse hasta 2,837 ua. Tiene una excentricidad de 0,1225 y una inclinación orbital de 8,467°. Emplea 1468 días en completar una órbita alrededor del Sol.